# 江奇霖
江奇霖（1985年4月2日—），艺名七零，生於中国四川省涼山彝族自治州甘洛縣，中國大陸男演员、歌手，前青鸟飞鱼组合成员。

## 经历
早年参演过《三重门》等电视剧。2007年参加青海卫视选秀节目《青年汇》。2009年，与王锦泽（虎虎）组成流行演唱组合青鸟飞鱼并正式出道。组合解散后，江奇霖以演戏为主，先后参演《太子妃升职记》、《深夜食堂》等多部影视剧。
2020年12月，前青鸟飞鱼组合成员江奇霖、虎虎同台参加《2020最美的夜 bilibili晚会》。

## 作品

### 電視劇/網絡劇
- 2009年《海派甜心》飾 巴雙
- 2015年《剩斗士的店》飾 白宇
- 2015年《太子妃升职记》(網絡劇)飾 趙王
- 2017年《深夜食堂》飾 阿勝
- 2018年《結愛·千歲大人的初戀》飾 赵松
- 2018年《東方華爾街》
- 2018年《苟且不偷生》(網絡劇)飾 吴绅
- 2020年《云端》第一季至第二季(網絡劇)飾 鄭雄
- 2020年《莽荒纪之川落雪》(網絡劇)飾  紀一川
- 2020年《今夕何夕》(網絡劇)飾  馮靖
- 2021年《山海情》飾 郭闽航
- 2022年《親愛的生命》飾 劉雷
- 2022年《你安全吗？》(網絡劇)飾 高登
- 2023年《郎君不如意》(網絡劇)飾 趙王
- 2024年《边水往事》(網絡劇)飾 但拓
- 2024年《把空白填满》(網絡劇)飾 解鵬
- 待播《尸语者》(網絡劇)
- 待播《破悬案》(網絡劇)
- 待播《黑夜告白》
- 待播《剥茧》(網絡劇)
- 待播《踏雪寻踪》(網絡劇)
- 待播《景岚阅》

### 電影
- 2016年《仙侠学院》(網絡電影) 飾  轩荣
- 2017年《时空送货人》(網絡電影) 飾  王晓明
- 2018年《灵魂错位》(網絡電影)
- 2018年《机甲核心》(網絡電影)
- 2020年《莽荒纪之神魂剑》(網絡電影)飾  紀一川
- 2022年《宝劈龙》(網絡電影)(兼任"導演")
- 待上映《爆水管》

### MV
- 胡彥斌《男人KTV》
- 周筆暢《你們的愛》
- 胡歌《告訴他我愛她》
- 張芸京《讓我照顧妳》
- 弦子《看走眼》

## 外部連結
- 江奇霖的新浪微博